# コンスタン・デュティユー
コンスタン・デュティユー（Constant Dutilleux、1807年10月5日 - 1865年10月21日）はフランスの画家、版画家である。

## 略歴
フランス北部、ノール県のドゥエーで生まれた。パリのエコール・デ・ボザールでルイ・エルサンに学んだ。当時注目されるようになっていた画家のウジェーヌ・ドラクロワが1827年にサロン・ド・パリに出展した、『サルダナパールの死』を見て、ドラクロワの信奉者となり、影響を受けたが、ドラクロアと会うことができたのは20年後であった。10歳ほど年上のジャン＝バティスト・カミーユ・コローとも知り合い、コローが1851年頃から、その周辺の風景を描くためにしばしば訪れた北フランスのアラスに因んで「アラス派」と呼ばれたコローの弟子たちの一人となった。デュティユーはアラスだけでなく、コローとオランダやフォンテンブローに旅し、フォンテンブローでは「バルビゾン派」の画家たちと付き合った。
当時バルビゾン派の中で流行し、コローも試みた、写真乾板を使った版画技術、「クリシェ・ヴェール」も試みた。
弟子にはギュスターヴ＝アンリ・コランらがいる。
パリで死去した。曾孫のアンリ・デュティユーは20世紀フランスを代表する作曲家である。

## 作品

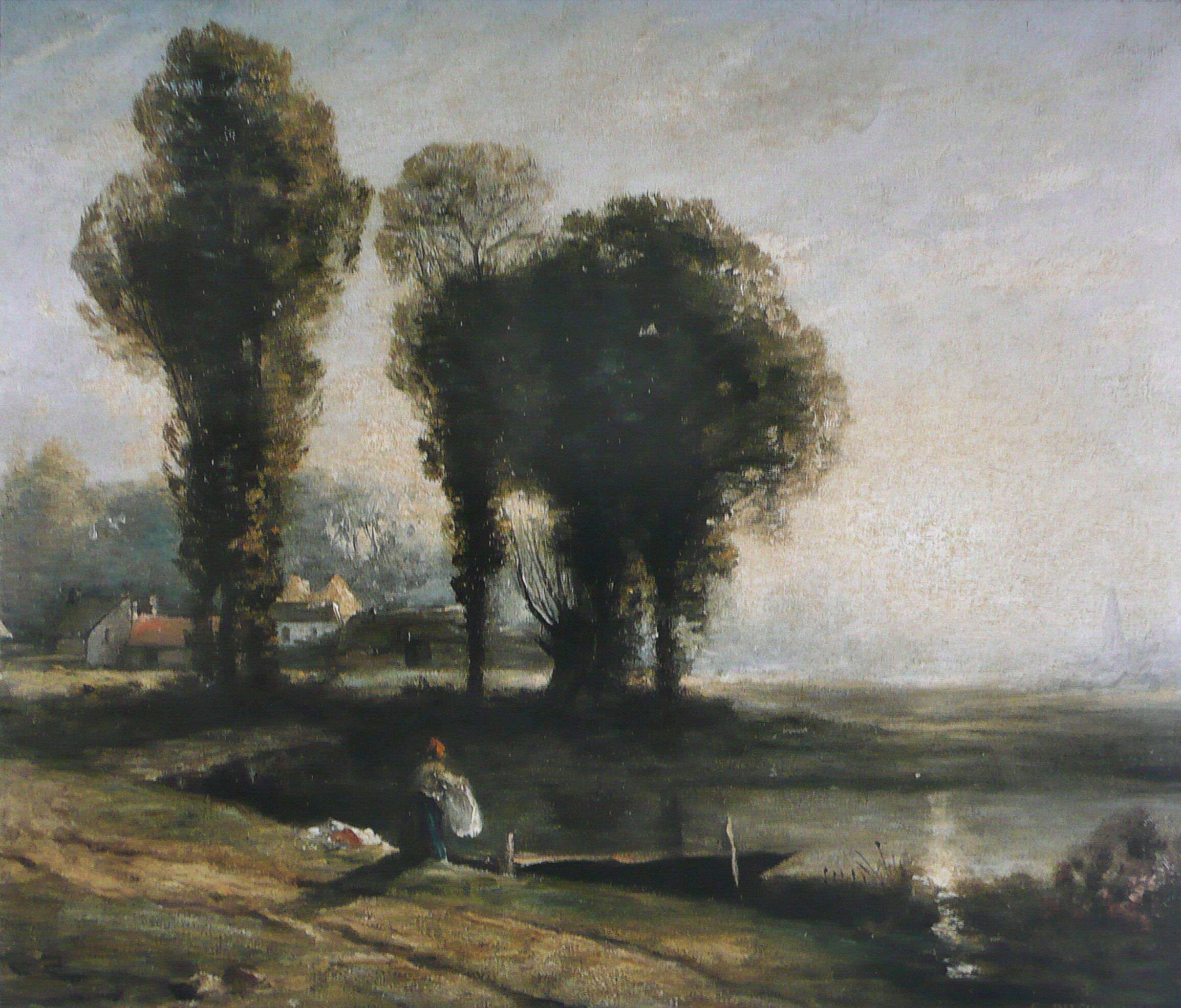
スカルプ川の岸辺 (1860)
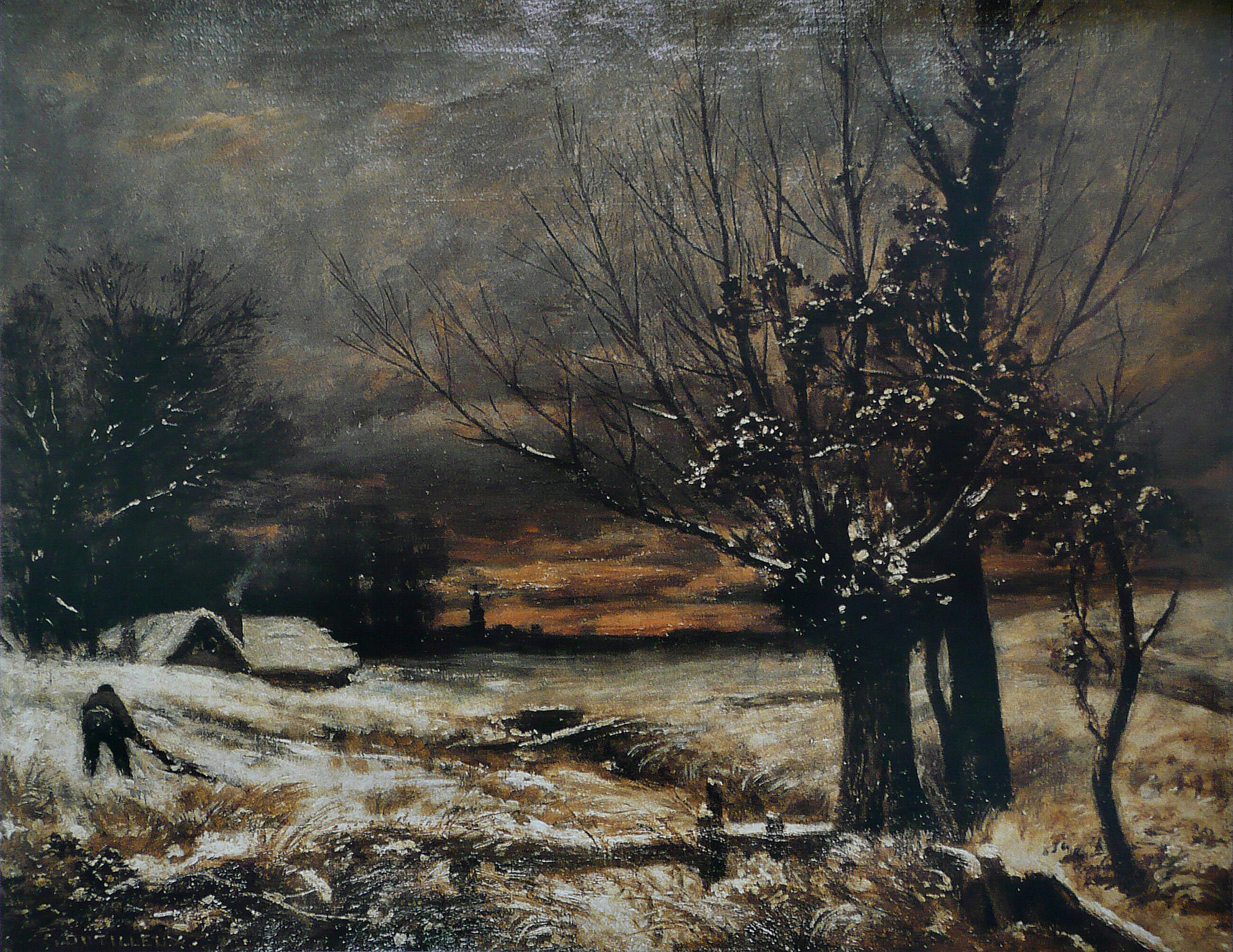
雪かき(1865)
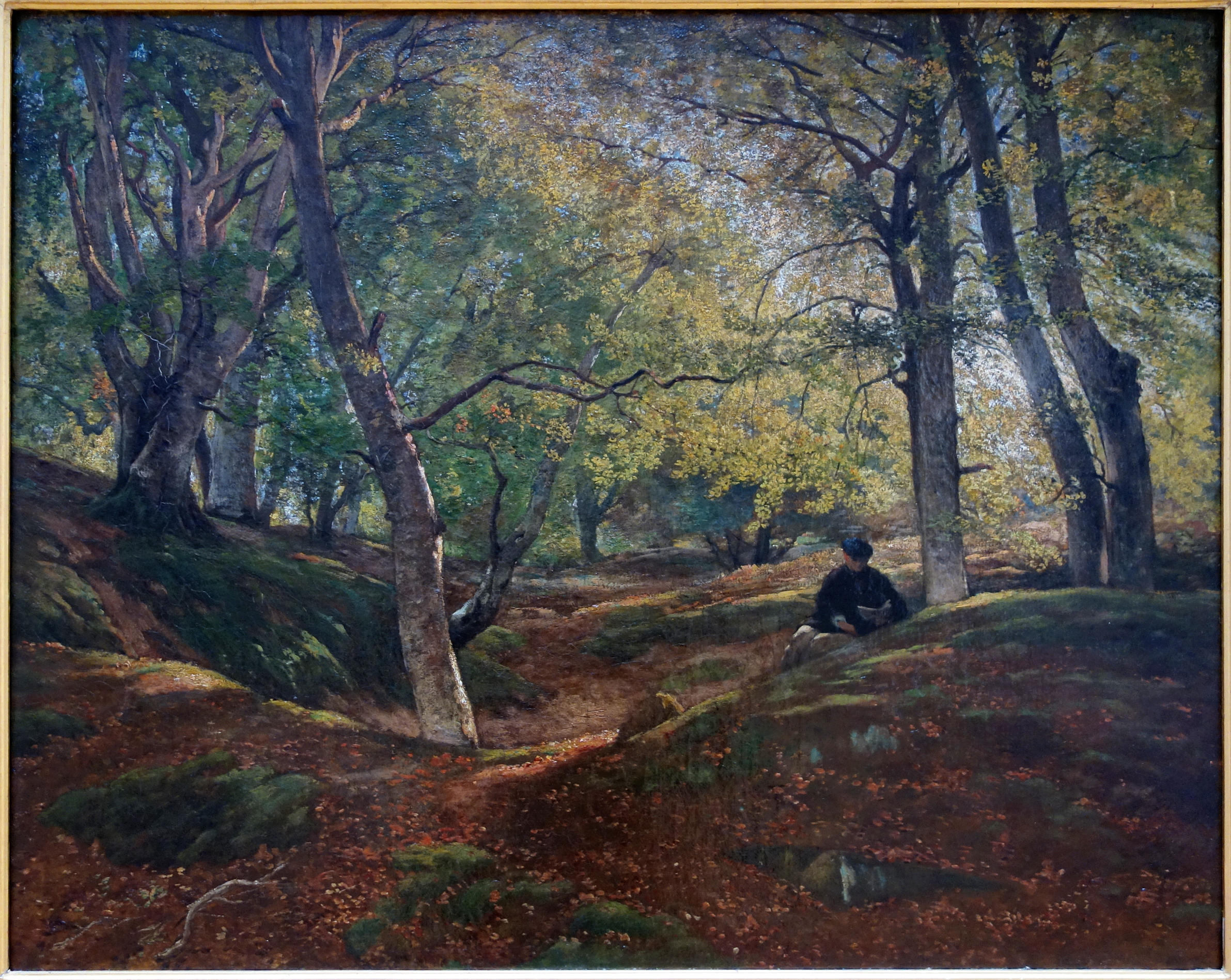
フォンテーヌブローのブナ林